# Xoro
El xoro (del portuguès choro [ˈʃoɾu]) és un estil musical instrumental brasiler. Es caracteritza pel virtuosisme, la improvisació, modulacions subtils i farcit de síncopes i contrapunts. Es considera el primer estil musical popular i urbà típic brasiler. El terme significa 'plor' o 'lament' i tradicionalment se l'anomena xorinyo (chorinho). Malgrat el seu nom, aquest estil sovint té un ritme ràpid i alegre.
És originari de Rio de Janeiro al segle xix. Originalment el xoro s'interpretava per un trio de flauta, guitarra i cavaquinho (petita guitarra de quatre cordes) i, normalment, veus. Altres instruments utilitzats en aquest gènere són la mandolina, el pandeiro –semblant al pandero o pandereta—, el clarinet, el saxòfon, la trompeta i el trombó.
Diversos autors i intèrprets freqüentaren el gènere. Pixinguinha en fou un dels principals creadors i promotors, establint-ne el cànon i incloent-lo com a producte per a les emissores radiofòniques, després d'haver estat el primer a introduir-hi influències del jazz i dels ritmes afrobrasilers –amb les consegüents crítiques dels puristes de l'estil, contraris a influències externes, i les de la societat benestant brasilera racista– i arranjar els xoros en partitures complexes, per a grans formacions musicals.